# Psychomastatix
Psychomastatix là một chi côn trùng thuộc họ Eumastacidae.

## Các loài
Chi này có các loài sau:
- Psychomastatix deserticola